# Calicina minor
Calicina minor is een hooiwagen uit de familie Phalangodidae. De wetenschappelijke naam van Calicina minor gaat terug op Briggs & Hom.